# Роган, Шарлотта
Шарлотта Роган (англ. Charlotte Rogan; 1953) — американская писательница, автор романа «Шлюпка».

## Биография
Шарлотта Роган родилась в 1953 году в семье моряков и естествоиспытателей. После окончания Принстонского университета в 1972 году она работала в сфере архитектуры и инженерного искусства. Шарлотта Роган начала писать книги в возрасте за 30 и написала несколько романов, однако не публиковала их. Прожив много лет в Далласе и год в Йоханнесбурге, сейчас Шарлотта Роган и её муж живут в Уэстпорте, Коннектикут.

## Произведения
Роман «Шлюпка» стал первым опубликованным произведением, который мгновенно принёс автору читательский успех и удостоился хвалебных отзывов критики. Роман вошёл в число 10 самых продаваемых книг художественной литературы в 2012 году в России.
В центре сюжета история о том, как несколько десятков человек оказались на одной лодке после кораблекрушения и о событиях после их спасения. Главная героиня книги предстаёт перед судом, в котором её обвиняют в убийстве капитана этой лодки, ради собственного выживания. История основана на реальном судебном прецеденте XIX века, в котором спасённые жертвы кораблекрушения были позднее осуждены на смертную казнь за умышленное убийство других выживших после катастрофы.
В 2013 году появилась информация об экранизации данного произведения.